# Fantasma de Pepper

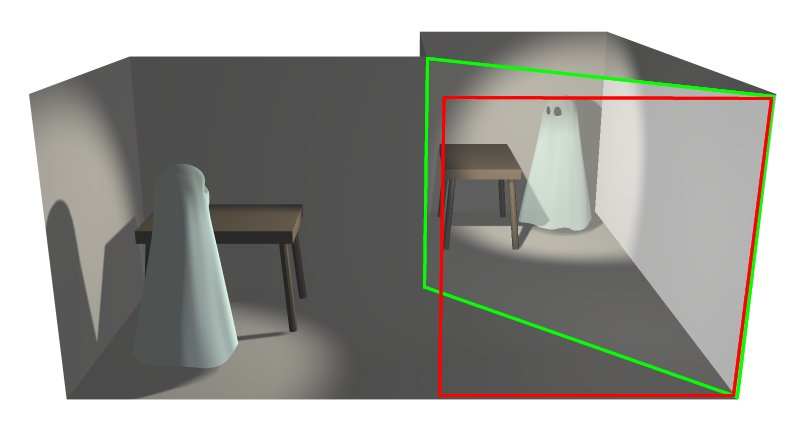
Un espectador que miri l'escenari (àrea compresa en el rectangle vermell) veurà un fantasma surant prop de la taula. La il·lusió s'aconsegueix amb la col·locació d'una gran làmina de cristall, plexiglas o film plàstic transparent posada en un angle de 45° (rectangle verd) entre l'espectador i l'escena. La làmina llavors reflectirà una cambra amagada (esquerra), anomenada "blue room" (cambra blava) que és una rèplica exacta de l'escenari.

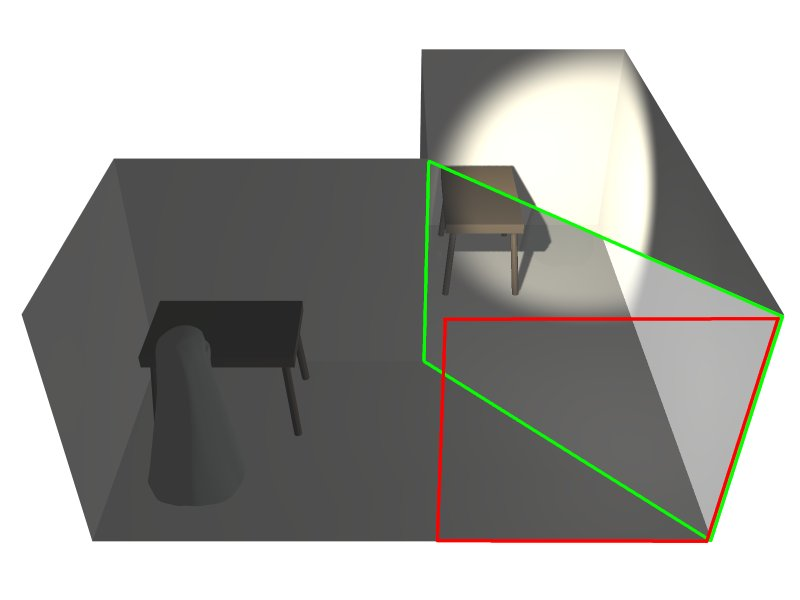
Si la cambra amagada (esq.) és a les fosques i l'escenari molt il·luminat no es reflectirà al cristall i l'espectador tan sols veurà l'escenari.

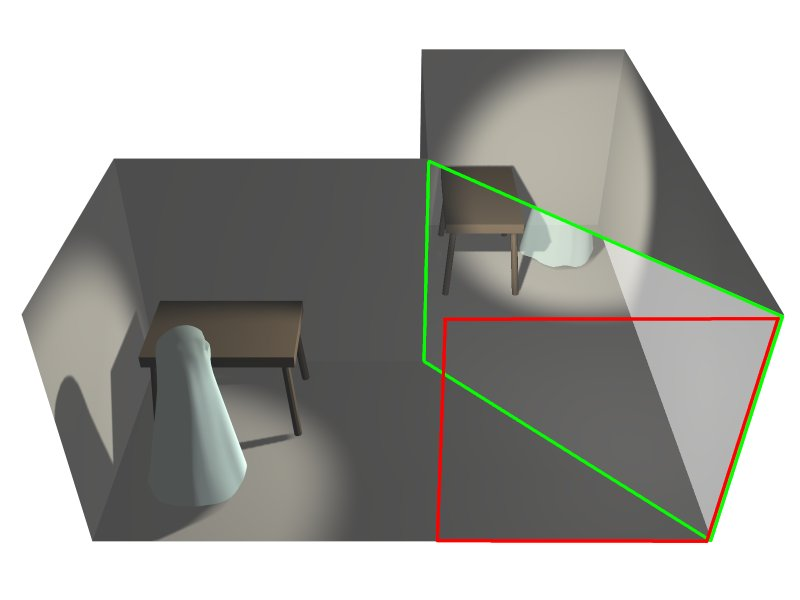
Quan en la cambra amagada es va augmentant la llum i a l'escenari s'atenua, la cambra es reflectirà al cristall i donarà la impressió que el fantasma sorgeix del no-res.

El Fantasma de Pepper (en anglès: Pepper's ghost) és una tècnica d'il·lusionisme utilitzada en teatre, trucs de màgia i atraccions com la casa de la terror. El nom li fou donat per John Henry Pepper, un científic que va popularitzar l'efecte en una famosa representació de l'any 1862.
En realitat, la tècnica és coneguda d'ençà del segle xvi quan fou creada pel cercador, filòsof i alquimista Giovanni Battista della Porta. Es pot considerar aquest efecte com un dels primers passos cap a la invenció del cinema.
En l'actualitat el Fantasma de Pepper roman àmpliament utilitzat, per exemples als parcs d'atraccions de Walt Disney.

## Tècnica
El truc bàsic consisteix en un escenari que és dividit en dues cambres, una cambra que el públic pot veure i una segona al costat de la principal que roman amagada als espectadors. Aquesta cambra s'anomena "blue room". Entre les dues cambres es col·loca una làmina de cristall, plexiglas o film transparent en un angle idoni perquè la blue room es reflecteixi davant els espectadors. En general això s'aconsegueix amb la blue room just al costat de la cambra principal i la làmina sobre l'escenari girada sobre el seu eix vertical en un angle de 45°. El més important és que el cristall sigui tan invisible com sigui possible, per això normalment se simula la seva vora inferior decorant-ho com el sòl de l'escenari i s'assegura que cap llum no es reflecteixi a la làmina.
Quan les llums són brillants a la cambra principal i la blue room és a les fosques cap imatge no es reflecteix a la làmina i solament es veurà l'escenari. Però si es va augmentant la llum de la blue room al mateix temps que es disminueix la de la cambra principal, el reflex començarà a fer-se visible i el que hi hagi a la cambra semblarà que comença a aparèixer en l'aire davant els ulls dels espectadors. Una variació habitual del truc és l'ús de dues blue rooms, una darrere del cristall i l'altra a un costat, les quals es poden tornar visibles o invisibles alternant-ne les seves il·luminacions.
La cambra amagada pot ser una imatge especular de la cambra principal el que provoca que la imatge reflectida coincideixi perfectament amb la cambra principal. Això és especialment útil quan es desitja que els objectes apareguin o desapareguin.
Aquest efecte també pot ser utilitzat perquè un objecte o una persona reflectit en el cristall es transformi en el que hi hagi darrere del cristall o viceversa, així s'obté un efecte de morphing. Fins i tot, la blue room pot pintar-se tota de negre amb simplement alguns objectes dibuixats de colors brillants en les parets. En aquest cas, quan la llum augmenta, tan sos les colors brillants reflectiran la llum i començaran a aparèixer fantasmals objectes translúcids a l'escenari que semblaran surar a l'aire.
A les Cases encantades de Disneyland, Walt Disney World Resort i Tòquio Disneyland, el cristall està en vertical en relació amb el públic i els objectes animats es mouen per damunt i per sota de l'espectador per a crear un efecte tridimensional. Així, "fantasmes" translúcids semblen ballar per la sala interaccionant amb els objectes de l'escenari. Les aparicions es fan o desapareixen quan les llums de les animacions s'encenen o s'apaguen.

## Història
Giovanni Battista della Porta va ser un filòsof, alquimista, comediògraf i investigador italià del segle xvi a qui se li atribueixen diverses innovacions científiques incloent la invenció de la cambra obscura. En el seu llibre de 1584 "Màgia Naturalis" s'inclou una obra amb el títol: "Com podem veure en una habitació coses que no hi son" el qual és la primera descripció de l'efecte del Fantasma de Pepper.
L'any 1862 l'inventor Henry Dircks va desenvolupar el phantasmagoria, un efecte visual que aconseguia fer aparèixer fantasmes a l'escenari. Dircks va tractar de vendre la seva idea als teatres però va fracassar doncs el seu sistema requeria la transformació completa dels teatres i el cost d'implementació era massa alt. A la fi d'aquest any Dircks va conèixer a John Henry Pepper, científic i inventor, qui es va adonar que el sistema podia ser fàcilment modificat per fer la instal·lació en els teatres molt més senzilla.
La primera vegada que es va mostrar l'efecte fou durant una escena de l'obra Haunted man de Charles Dickens, amb un gran èxit. La instal·lació que va fer Peppers va lligar el seu nom al de l'efecte de forma permanent. Tot i que ell va intentar en multitud d'ocasions donar el crèdit de la idea a Dircks, el nom de  "Fantasma de Pepper"  va perdurar. De totes maneres, la relació entre ells sempre fou amigable.

## Alguns usos actuals
L'ús més estès que es fa del Fantasma de Pepper en l'actualitat és a les cases de terror dels parcs d'atraccions de tot el món. Per exemple en l'atracció Hogwarts Express de la Universal Studios Florida, el públic que encara espera en la cua veu "desaparèixer" rls qui van accedint a la sala per la "Andana 9 3/4".
També museus i centres culturals aprofiten l'ús del Fantasma de Pepper com al vilatge escocès patrimoni de la humanitat, New Lanark, on "apareix" el fantasma d'Annie Mcleod, al Wimbledon Lawn Tennis Museum on hom és rebut per John McEnroe, al Manchester United Museum on hi ha Sir Alex Ferguson o en el Palau de Blenheim en què, pels seus corredors, es passegen el fantasma del vuitè duc de Blenheim i el fantasma de Sarah qui porta un canelobre a la mà i fins i tot travessa els murs.
Els Teleprompter també podien considerar-se com una variació del Fantasma de Pepper perque s'utilitza aquest principi per a reflectir discursos o escenàrios que són invisibles per a l'espectador.
El món de la música també usa l'efecte de Pepper com en el cas del lliurament dels premis Grammy de 2006 on Madonna va cantar en directe amb els membres virtuals del grup Gorillaz.
Altres exemples són la participació de Dr. Dre i Snoop Dogg en el Festival de Música i Arts de Coachella Valley de 2012 en el qual tots dos van compartir escenari amb el raper mort Tupac Shakur.
I més recentment, el 18 de maig de 2014, durant els Billboard Music Award i fent ús de l'efecte, el difunt Michael Jackson al costat d'altres ballarins van interpretar el tema Slave to the Rhythm del seu àlbum pòstum Xscape.